# Framknytning

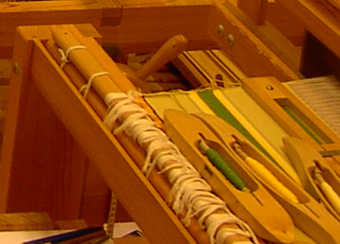
Framknytning över framknytningskäppen.

Framknytning av varpen görs när man knyter fast varpen på den käpp som via snören är fäst vid tygbommen.
Vid framknytning skall mitten av varpen placeras mitt på käppen, vars ytterkanter inte får ligga utanför vävstolens sidostycken. Snörenas placering på käppen avgörs av längden mellan de hål där snörena kommer ur tygbommen. Framknytningskäppens avstånd till bröstbommen mäts upp för att se till att varpen löper rakt. Annars blir tyget snett när det tas ur vävstolen.
Vid framknytning skall varpen delas upp i jämnt fördelade partier och knytningen börjar på mitten för att sedan knytas i båda ytterkanterna, därefter från mitten och utåt igen. Efter den första knytningen går man över alla knutar en gång till och spänner varpen jämnt mot käppen. Genom att sist knyta yttertrådarna på båda sidorna blir dessa som regel något hårdare spända än de mittre trådarna. Framknytningen avslutas med en fästande knut som inte löper eftersom varpen utsätts för ganska hård påfrestning när den sedan spänns inför vävningen för att ha ett bra skäl till inslaget.